# إيبويراس، سيارا
إيبويراس، سيارا بلدية في ولاية سيارا في المنطقة الشمالية الشرقية من البرازيل. عدد سكانها عام 2009 قرابة 39288 نسمة.